# Lance Henson
Lance Henson (Washington DC, 1944) és un escriptor indi nord-americà. Barreja de xeiene, oglala i francès, de jove es va criar a una granja a Oklahoma propietat dels seus oncles, membres destacats de la Native American Church. Es va criar en la tradició xeiene i va lluitar a Vietnam. Es graduà a la universitat i és membre de la Cheyenne Dog Soldier Society, de la Native American Church i de l'American Indian Movement (AIM). Autor de les peces de teatre Winter man (1991) i Coyote Road (1992), del poemari bilingüe In a dark mist (1992), Another song for America (1987) i Another distance (1991).